# Narodowa Federacja Indyjskich Kobiet
Narodowa Federacja Indyjskich Kobiet – organizacja kobiet w Indiach, odłam Komunistycznej Partii Indii. Została założona 4 czerwca 1954 przez liderki Mahila Atma Raksha Samiti, m.in. przez Arunę Asaf Ali.

## Historia
Pierwszy kongres NFIK (Kolkata, 4 czerwca 1954) został zorganizowany przeciwko zimnej wojnie oraz paktom militarnym. Jego efektem była deklaracja całkowitego sprzeciwu wobec broni masowego rażenia takiej jak np. bomba wodorowa, bomba atomowa oraz broń bakteriologiczna. 
Zainspirowane wizją kobiet z całego świata łączących się w walce przeciwko imperializmowi, biedzie oraz pandemii, liderki takie jak Vidya Munshi, Ela Reid, Hajrah Begum, Anna Mascarene, Renu Chakravartty, Tara Reddy, Shanta Deb oraz Anasuya Gyanchad, uczestniczyły w spotkaniach Międzynarodowa federacja demokratyczna kobiet, World Conference of Mothers (Lozanna, 1955), Afro-Asian Women's Conference (Kair, 1961) oraz w obchodach rocznicy zwycięstwa Wietnamu (Ho Chi Minh, 1977). 
W 1957 prezydentka NFIK Pushpamayee Bose z Widźajawady wydała w imieniu federacji oświadczenie antywojenne. Domagała się zaprzestania testów nuklearnych i zakończenia wszystkich wojen na świecie, by nie niszczyć demografii, nie marnować pieniędzy i nie niszczyć potencjału państw.
Wiele organizacji prokobiecych zjednoczonych we wspólnym celu uzyskania praw kobiet dołączyło do NFIK. Na konferencji inaugurującej działanie organizacji w 1954 aż 39 podmiotów dołączyło do NFIK. Do NFIK dołączyły następujące organizacje: Mahila Atma Raksha Samiti (MARS, Bengal Zachodni), Punjab Lok Istri Sabha, Nari Mangal Samiti (Orisa) oraz Manipur Mahila Samiti. Łącznie około 130 000 kobiet zaangażowało się w walkę o swoje prawa. 
NFIW jest zorganizowana w oparciu o strukturę federalną Indii. Na poziomie stanowym współpracuje z organizacjami lokalnymi. 

## Władze organizacji

### Prezydentki
1. Pushpamoyee Bose (1954–1957)
2. Anusuya Gyanchand (1957–1962)
3. Kapila Khandvala (1962–1967)
4. Aruna Asaf Ali (1967–1986)
5. Nirupama Rath(inne języki) (1986–1994)
6. Dina Pathak(inne języki)(1994–2002)
7. K. Saradamoni (2002–2008)
8. Aruna Roy(inne języki) (2008–)[11].

### Sekretarki Generalne
1. Anusuya Gyan Chand (1954–1957)
2. Hajrah Begum(inne języki) (1954–1962)
3. Renu Chakravartty (1962–1970)
4. Vimla Farooqui (1970–1991)[12]
5. Tara Reddy (1991–1994)
6. G. Sarla Devi (1994–1999)
7. Amarjeet Kaur(inne języki) (1999–2002)
8. Sehba Farooqui (2002–2005)
9. Annie Raja(inne języki) (2005–).